# 西亞格里夫
50°7′2″N 27°22′40″E / 50.11722°N 27.37778°E
西亞格里夫（烏克蘭語：Сягрів），是烏克蘭西部的村莊，隸屬赫梅利尼茨基州的舍佩蒂夫卡區。該村始建於1680年，面積0.64平方公里，海拔高度264米，2001年人口250，人口密度每平方公里389.4人。